# 今ノ山
今ノ山（いまのやま）は、高知県幡多郡三原村と土佐清水市にまたがる四国西南山地に座する標高865.2メートルの山である。最高地点は標高868mの東どなりの峰であるが、電波塔群があるだけで何の表示もない。
益野川沿いにさかのぼる島の内林道を行く、閉鎖されたゲート近くから風景林に指定された自然林の中の遊歩道を1.5km登ると、三角点がある開けた所に出るが展望は利かない。車道を歩けば5kmで１時間以上かるが、開放的な展望が得られる。なお、三角点の後方のレーダードームは「国交省大阪航空局今の山ARSR局舎」と書いてあり、紀伊半島から九州までの空を監視、安全運航を守る設備である。

## ギャラリー

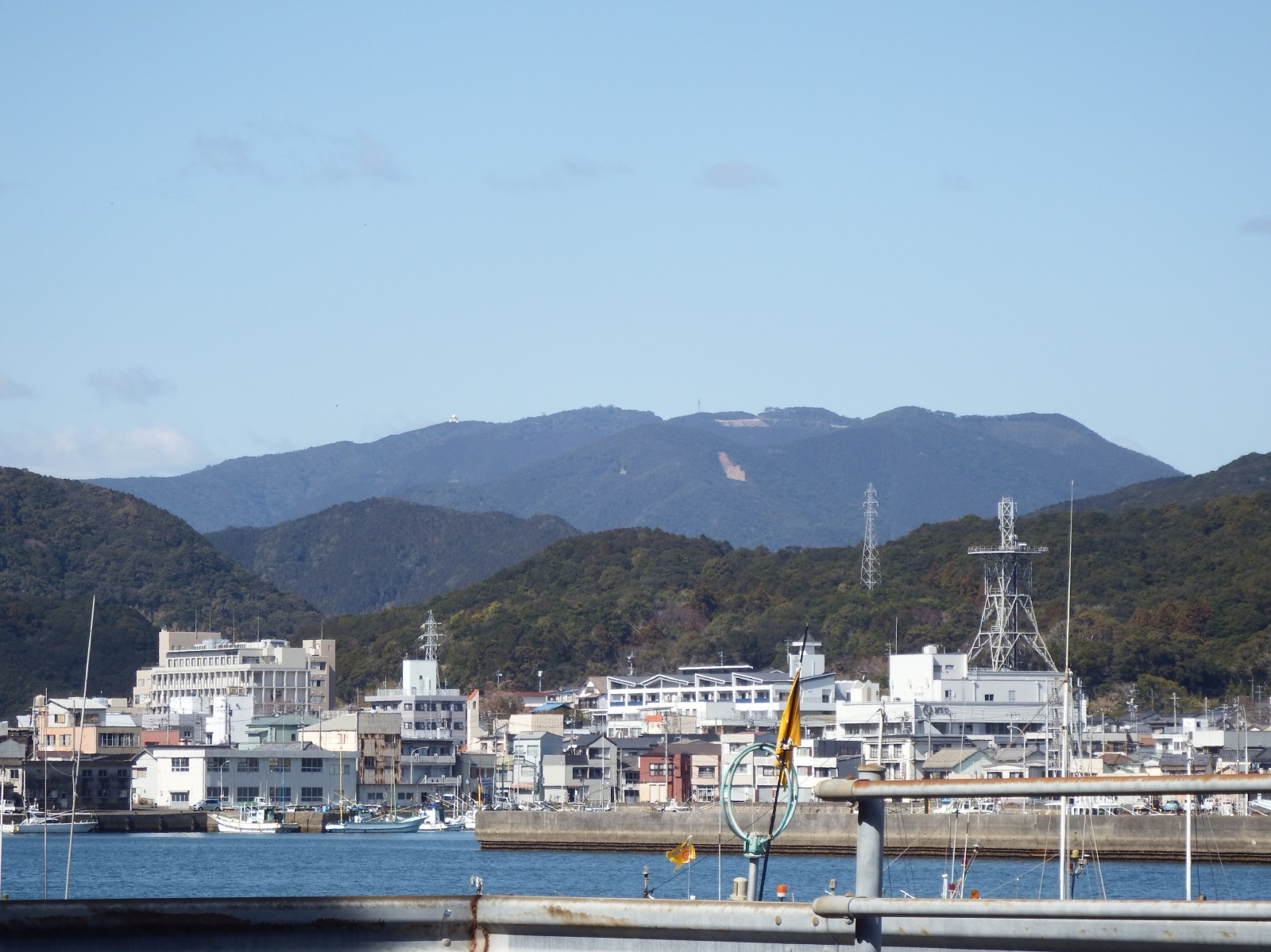
土佐清水市街地より
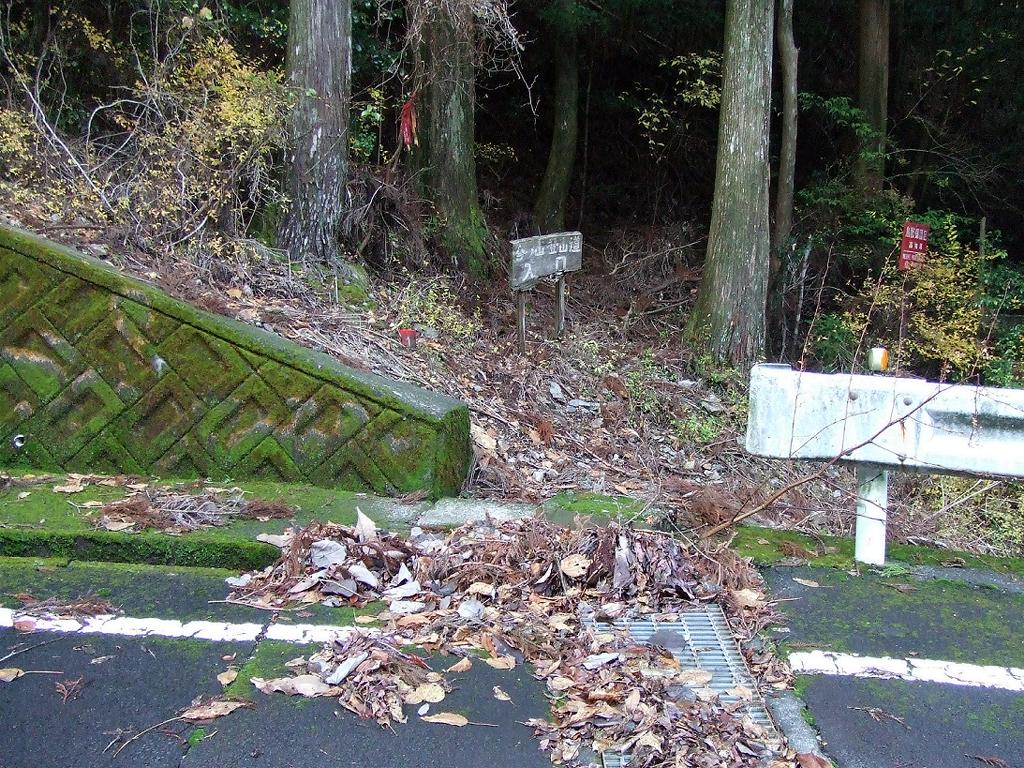
登山口
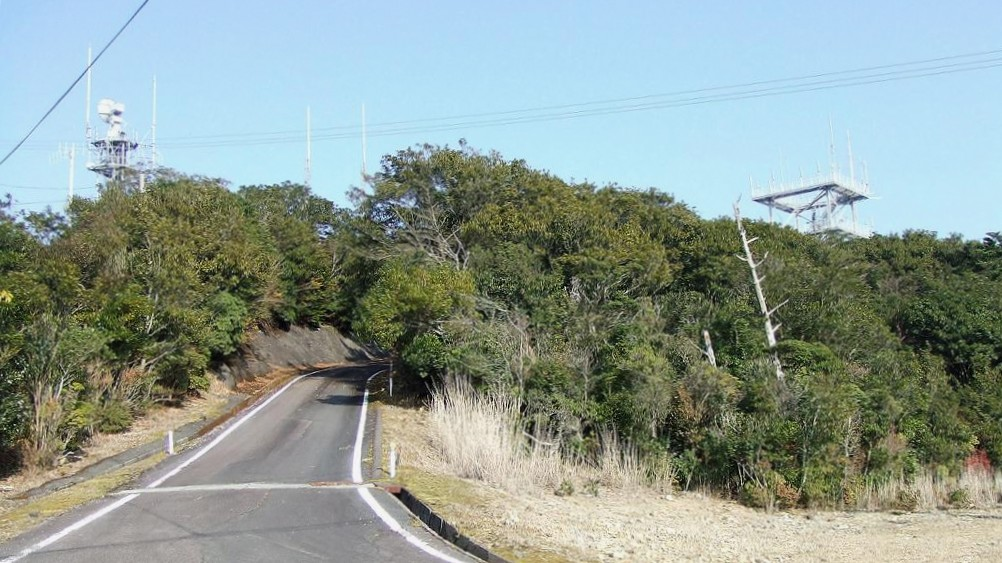
最高地点はこの中
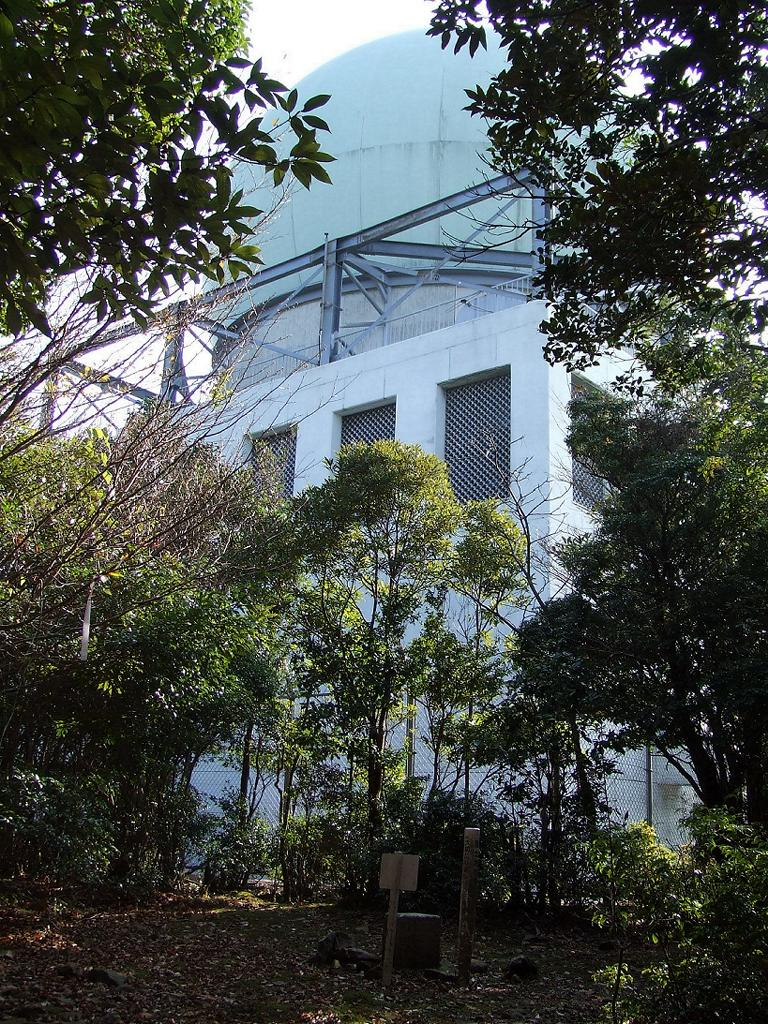
頂上三角点